# Wahlen 1933
◄◄ | ◄ | 1929 | 1930 | 1931 | 1932 | Wahlen 1933 | 1934 | 1935 | 1936 | 1937 | ► | ►►

Weitere Ereignisse
Folgende Wahlen fanden 1933 statt:

## Afrika

### Südafrika
- Parlamentswahlen in Südafrika 1933

### Südrhodesien
- Parlamentswahlen in Südrhodesien 1933

## Europa

### Freie Stadt Danzig
- Volkstagswahl in Danzig 1933

### Deutschland
- Reichstagswahl März 1933
- Reichstagswahl November 1933 (zugleich: Volksabstimmung über den Austritt Deutschlands aus dem Völkerbund)

#### Land Lippe
- Landtagswahl in Lippe 1933

#### Preußen
- 5. März (zusammen mit der Reichstagswahl), siehe Preußischer Landtag#Endphase der Weimarer Republik

### Estland
- Referendum in Estland Juni 1933
- Referendum in Estland Oktober 1933

### Finnland
- Parlamentswahl in Finnland 1933

### Griechenland
- Parlamentswahl in Griechenland 1933

### Niederlande
- Parlamentswahl in den Niederlanden 1933

### Norwegen
- Parlamentswahl in Norwegen 1933

### Polen
- Präsidentschaftswahl in Polen 1933

### Spanien
- Parlamentswahlen in Spanien am 19. November 1933. Danach bildete eine Mitte-rechts-Koalition aus der konservativen Confederación Española de Derechas Autónomas und der liberalen Partido Radical die Regierung; Alejandro Lerroux wurde Ministerpräsident.